# Rabec
El rabec és un instrument de corda fregada normalment amb el fons o darrere de la caixa de ressonància arrodonit i un perfil que des del coll fins a la caixa va augmentant gradualment. Es considera un derivat de la lūrā i del rabāb àrab; els instruments del tipus del rabec han estat coneguts i emprats a Europa amb noms diferents i amb formes també lleugerament diferents d'ençà de finals del segle x o principis del segle xi fins a l'actualitat, però el seu ús en la música culta es va donar sobretot durant l'Edat Mitjana i el Renaixement. En el sistema de classificació dels instruments de Horbonstel i Sachs aquest és considerat un llaüt de bol fregat amb arc i li correspon la numeració 321.2111-71.
Atès que allò que és o que no és realment un rabec –des del punt de vista morfològic, sobretot, però també tenint en compte les diferents terminologies que aquest i altes instruments semblants han tingut- aquest article segueix allò que es té en compte en la tesi doctoral de Downie (1981; vegeu referències més avall) tot i que alguns instruments que també tenen el fons arrodonit però amb unes vores més visibles alguns autors els consideren rabecs, però altres, violins.

## Terminologia

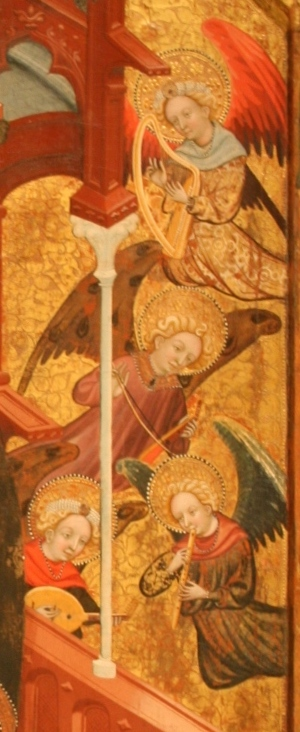
Àngels tocant instruments, un dels quals un rabec, a la banda dreta del retaule Mare de Déu de la llet, de Ramon de Mur. Ca. 1413-1423. Museu Nacional d'Art de Catalunya

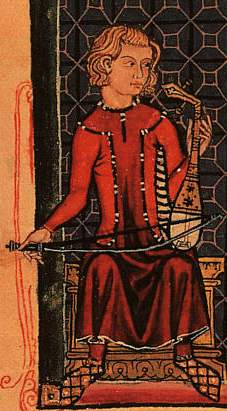
Miniatura de les Cantigas de Santa Maria d'Alfons X el Savi on apareix un músic tocant un rabec en la posició que era més habitual al Sud d'Europa

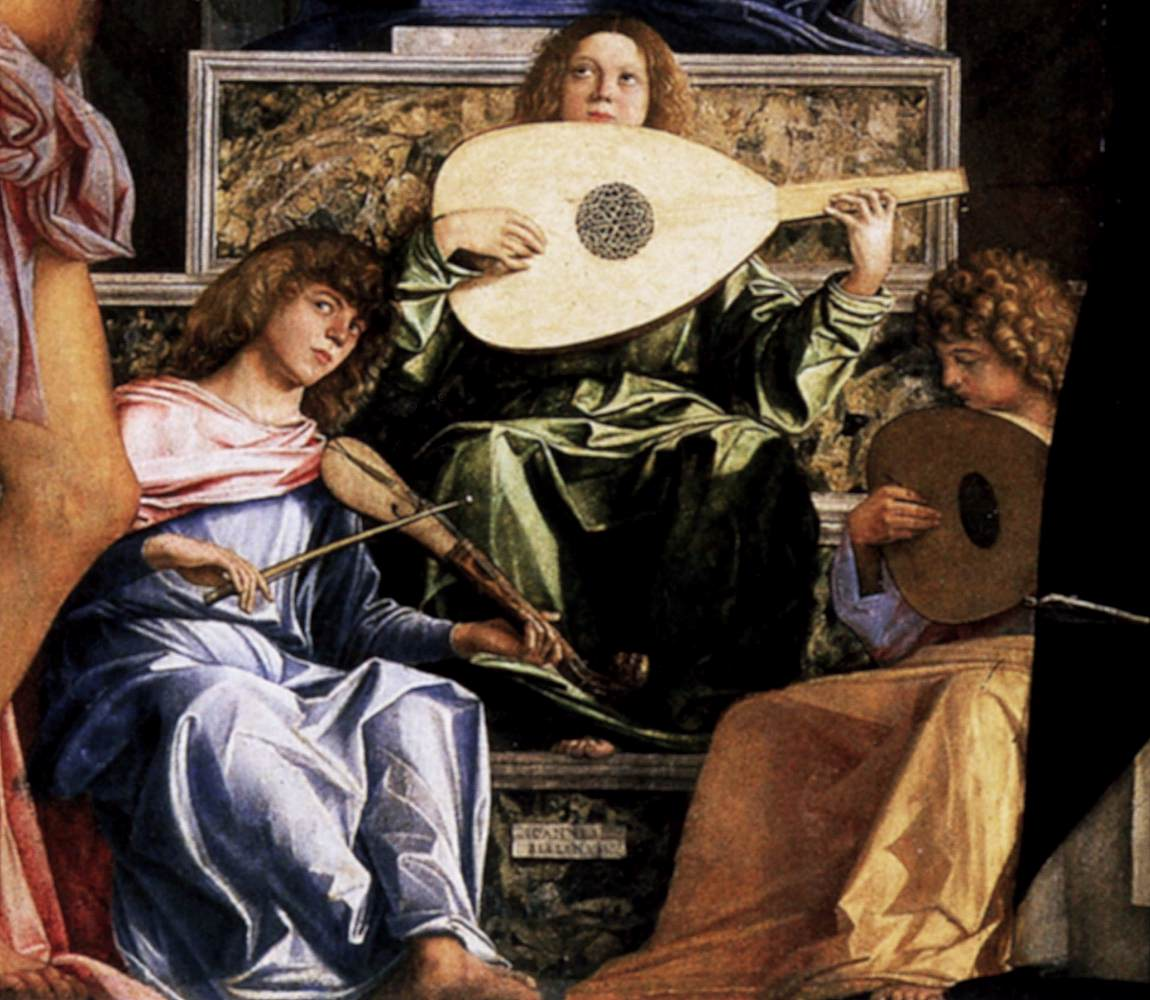
Àngel tocant un rabec; detall de la Pala di Sant Giobbe, de Giovanni Bellini

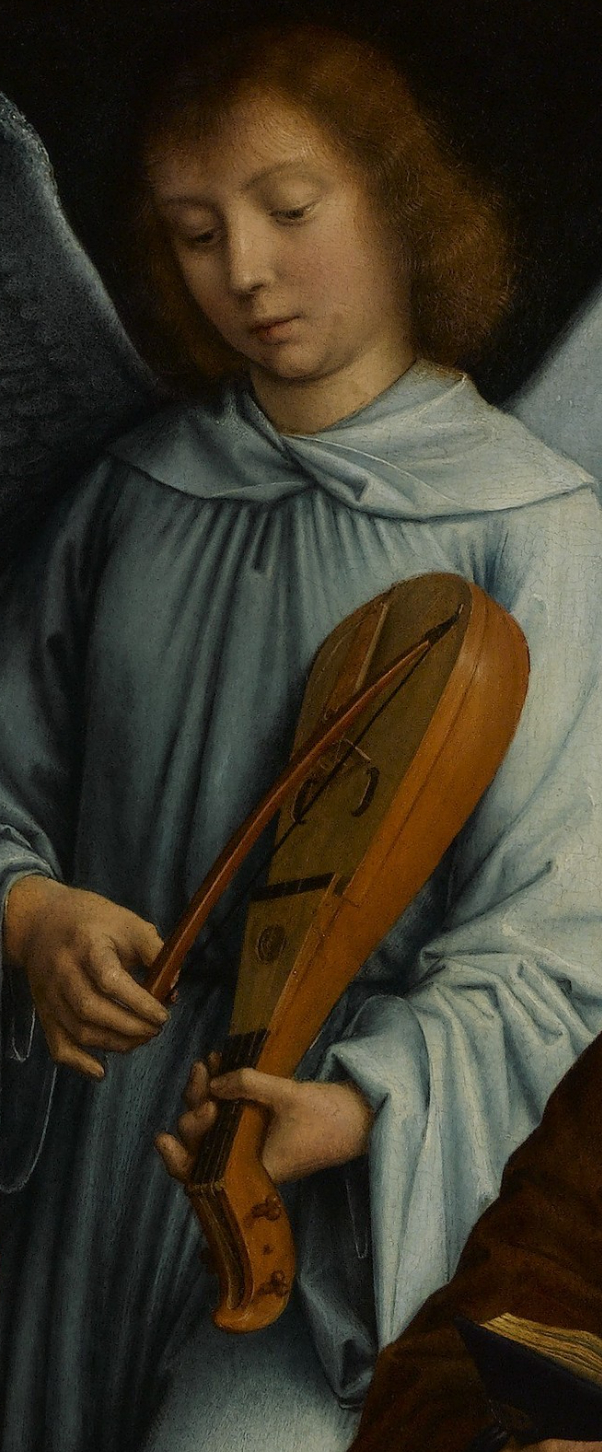
Àngel tocant un rabec en el quadre Verge entre verges (1509) de Gerard David

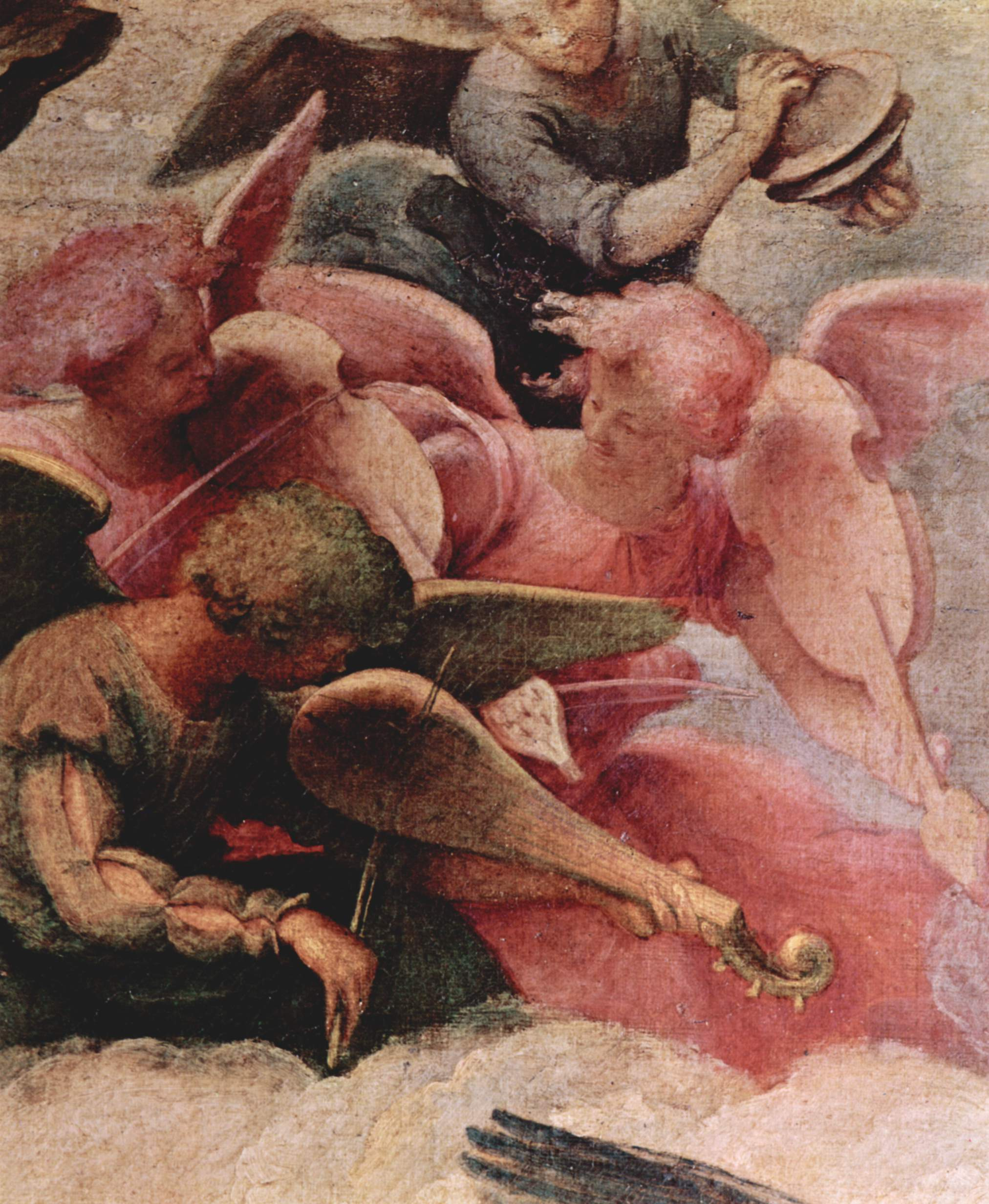
Detall del quadre de Lorenzo Lotto La Verge entronitzada amb àngels tocant violes da braccio, címbals i un rabec

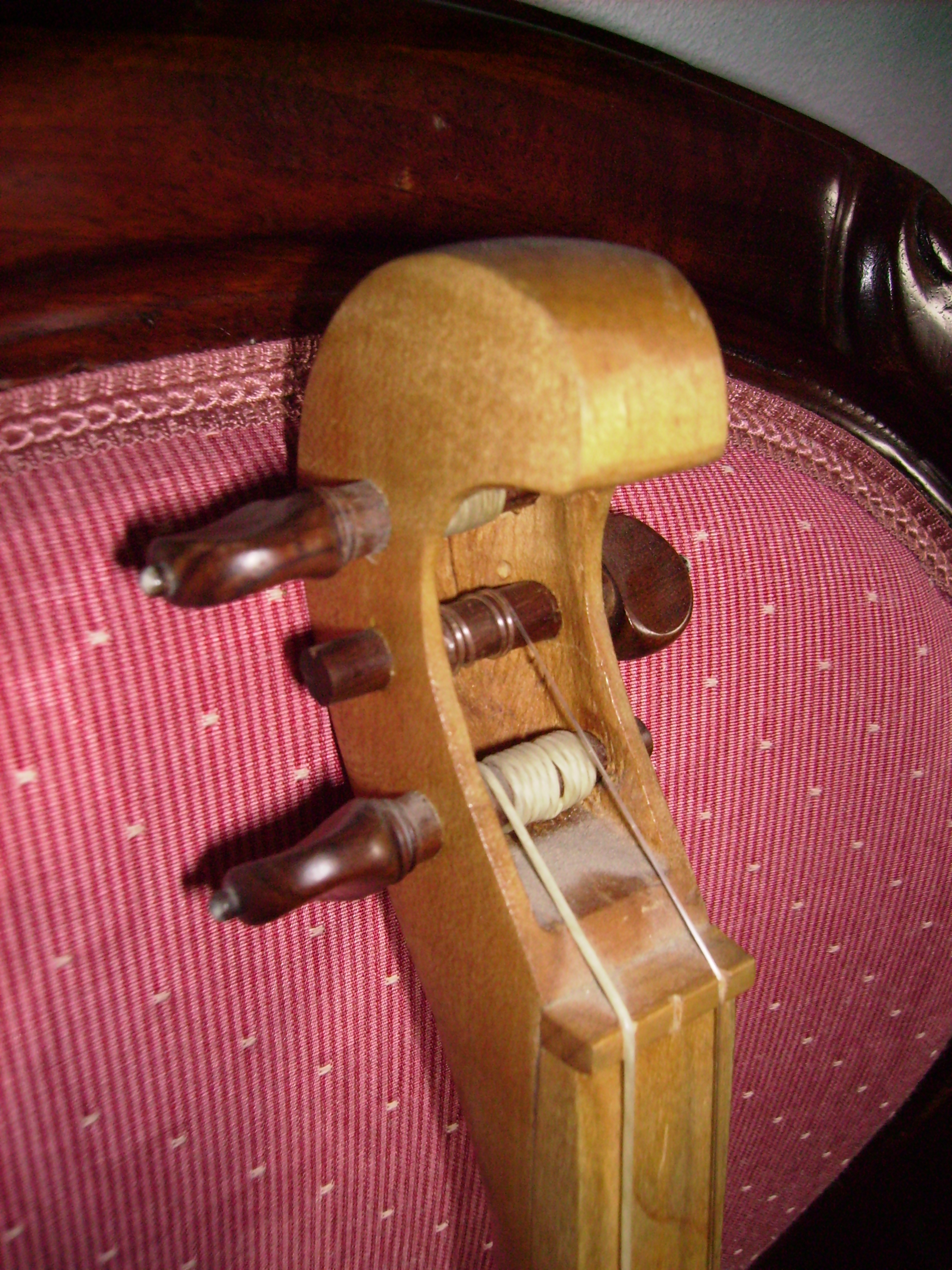
Detall del claviller en forma de falç d'un rabec de tres cordes (n'hi manca una)

La terminologia dels primers rabecs europeus reflecteix clarament el seu origen romà d'Orient i àrab. Martin Gerbert en el seu De cantu et musica sacra (St Blasien, 1774/R), reproduïa un dibuix provinent d'un manuscrit del segle xiii procedent del monestir de Sant Blasius. S'hi mostra un instrument en forma de pera amb una sola corda i un arc, clarament etiquetat com a 'lyra'. Un instrument semblant que apareix al Hortus deliciarum de Herrad de Landsberg (un manuscrit avui destruït), més antic que l'anterior, també hi és descrit com a 'lira'. Hieronymus de Moravia en el seu tractatus de musica (posterior a 1272) dona una afinació per a la 'rubeba' que, per la seva descripció, sembla haver estat molt semblant al rabāb àrab. D'ençà d'aproximadament aquest mateix període sembla que també es feien servir altres noms igualment derivats del mot àrab per a designar a aquesta família d'instruments: entre ells 'rebebe', 'reberbe' i 'rebesbe' en francès, així com 'ribibe', 'ribible', 'rubebe' (tot i que aquest mot també es podia referir, a vegades, a l'arpa de boca) 'rubible' and 'rybybe' en anglès.
El mot 'gigue' (que portarà al mot 'Geige' en alemany també és freqüent a la literatura dels segles xiii i xiv i sembla que era aplicat a instruments de la família del rabec, tot i que també s'hauria pogut referir a instruments de la família de la viola medieval. Així i tot, els qui la feien sonar –anomenats 'gigatores'- eren llistats sempre a part dels qui tocaven la viola ('vidulatores') en les fonts en llatí. De totes maneres, al poema 'Der Busant', del segle xiv, 'fedele' i 'gige' es fan servir indistintament per al mateix instrument, bo i emfasitzant el caràcter més genèric que té el mot 'fedele' (d'on deriva l'anglès 'fiddle') per a qualsevol instrument tocat amb un arquet. El 'fiðelere' que s'esmenta al glossari d'Aelfric, abat d'Eynsham (mort ca. 1020) podria haver estat un dels primers intèrprets d'un instruments de la família del rabec a Anglaterra.
El mot 'rebek' es troba en una llista de termes àrabs i llatins de principis del segle xii, però altres variants del mot no esdevenen freqüents fins al segle xiv (la versió prou coneguda de 'rebecam' citada en un poema d'Aymeric de Peyrac, abat de Moissac és posterior al que s'havia cregut sovint perquè aquest personatge va viure entre 1340 i 1406. Tinctoris (De inventione et usu musicae, ca. 1481-83) afirma que el 'rebecum' a vegades s'anomenava 'marionetta'. Atès que els instruments medievals no estaven estandarditzats, era inevitable un notable grau de solapament entre els noms. Un exemple clar de rabec que apareix citat amb el nom genèric de 'fiddle' apareix al Pilgrimage of the Life of Man de Lydgate (1426), que és una traducció de Le pélerinage de la vie humaine, de Deguilleville (1355) en la qual el nom 'ffedle' es referia a un rabec. I a la inversa, a Lesclarissement de la langue francoyse (1530) de John Palsgrave s'usen diferents formes franceses de 'rabec' per a descriure tant el rabec com el 'fyddell' i el 'croude' crwth. Tant Virdung (11151) com Agricola (1529) el descriuen com un 'clein [kleine/petit] Geigen (mot genèric de violí)' mentre que Praetorius l'incloïa entre els 'kleine Poschen'; també utilitza el diminutiu 'rebecchino' per al violí. A partir del segle xvi sovint va ser conegut amb alguns dels noms donats al seu descendent, la pochette.

## Morfologia i desenvolupament
Generalment, el seu fons arrodonit és esculpit buidant-lo en una sola peça de fusta dura i donant-li una forma que fa difícil definir on acaba la caixa de ressonància i on comença el mànec. No sempre hi ha batedor, i si n'hi ha, o bé parteix de la tapa harmònica o es fixa sobre d'ella, però sense modificar el perfil exterior de l'instrument. Sembla que els primers rabecs no tenien ànima però sí que es troben instruments semblants com gadulkas o lires gregues fetes a partir del Renaixement que en tenen. El disseny dels forats de ressonància, el claviller, les clavilles, el cordal o qualsevol altre artefacte que fes les seves funcions, el pont, les cordes o l'arquet va variar molt durant l'edat mitjana, presumiblement d'acord amb la funció concreta que havia de fer l'instrument, tal com també passava amb la viola. El pont tant podia ser pla, de manera que el més fàcil era tocar totes les cordes alhora, com amb una curvatura, de manera que les cordes es poguessin tocar separadament donant inclinacions diferents a l'arc.
Durant els quatre primers segles de la seva història, hi va haver dos tipus principals de rabec; un tipus era completament fet de fusta, en forma de pera i amb el claviller pla, semblant al grup d'instrument derivats de la lira de Bizanci. L'altre tipus estava cobert amb pell, era més estret i tenia el claviller en angle recte. Podria ser que el segon fos el que Juan Ruiz, al segle xiv, en el seu El libro de buen amor esmenta com a 'rabé morisco', i que ha sobreviscut en el rabāb del Magrib. Tot i que van mantenir una coexistència per separat, tots dos tipus van contribuir a la forma tradicional de rabec europeu que va aparèixer a finals del segle xiii i que va queda força més estandarditzat al XIV. Aquest tipus, que ocasionalment també es tocava com a instrument de corda polsada, tenia aproximadament forma de pera, amb una tapa harmònica de fusta, amb un claviller en forma de falç, que sovint acabava amb una voluta o tenia un cap esculpit, i amb cordal. Sembla que aquesta relativa estandardització hauria coincidit amb una certa estandardització i generalització del mot 'rabec', i podria haver estat el tipus de 'rebecum' que, segons Tinctoris van inventar els francesos. Mentrestant, els experiments varen continuar i, al mateix temps, el claviller en angle recte que havia nascut i s'havia propagat sobretot pel sud d'Europa, es va difondre cap al Nord.
I al mateix temps que variava la forma, també va variar la mida i el nombre de cordes. Tot i que la mitjana era de tres, es podia trobar qualsevol nombre entre una i cinc, i -ocasionalment- fins i tot més. A vegades estaven agrupades en ordres de dues cordes a l'uníson; a més, no era pas rar de trobar un bordó lateral ja abans del 1300. Els instruments del tipus 'rabāb' sembla que van mantenir-se en només dues cordes i, segons Hyeronimus de Moravia, s'afinaven per quintes, sovint en do i sol. Aymeric de Peyrac, en el seu poema Lamentacio cantorum ens indica que es tractava d'un instrument de tessitura aguda, semblant a la veu d'una dona (Quidam rebecam arcuabant muliebrem vocem confingentes), com no podia ser d'altra manera donada la mida de l'instrument i el fet que quasi tots els instrument medievals tenien aquesta tessitura. El poeta medieval Simone Prodensani, en un sonet escrit ca. 1400 esmenta els mots 'rubebe', 'rubecchette' i 'rubicone' suggerint que es tracta de diferents mides del rabec. El 1532, Hans Gerle donava l'afinació de les quatre mides del 'kleynen Geigleyn'. Està en tabulatura alemanya per a llaüt i no s'hi especifica l'índex d'altura: el soprano: sol-re-la; l'alt i el tenor: do-sol-re, i el baix: do-sol-re-la. Les afinacions que havia donat Agrícola el 1545 eren les mateixes excepte per al baix que era fa-so-re-la. Aquest darrer exemple mostra que l'afinació per quintes tot i ser la més habitual no era universal. Tenint en compte que la viola medieval afinava per quintes, quartes i octaves i que possiblement també ho feia la guiterna, polsada, sembla raonable suposar que aquest tipus d'afinació a voltes també s'hauria pogut aplicar al rabec. Moltes representacions de l'Europa continental mostren rabecs que tant podien ser fregats amb arc com polsats, sovint amb un plectre, però això es troba molt rarament en la iconografia anglesa.
Des del moment de la seva aparició, hi ha una tendència constant, al sud d'Europa i al nord d'Àfrica, de tocar els instruments de la família del rabec en posició vertical, recolzant-los a la falda, i agafant l'arc per sota, amb el palmell de la mà mirant cap amunt. Això es veu clarament en una il·lustració provinent de les Cantigas de Santa María i al salteri d'Alfons el Magnànim. En canvi, La Verge i el Nen, de Giovanni di Nicola és una de les moltes representacions on es pot veure el rabec del tipus del rabab àrab tocat sobre l'espatlla, una posició que sembla que era més apreciada al nord d'Europa. Una altra diferència entre Nord i Sud era que al nord es preferia que els dits de la mà esquerra pressionessin sobre les cordes des de sobre, mentre que al sud es tendia a pressionar-les lateralment, amb les ungles, com desplaçant-les, a l'estil del que era habitual amb els instruments de la família de la lira bizantina. Així i tot, això reflecteix poc més que tendències, no pas regles estrictes, i a tot arreu hi havia una gran diversitat de tècniques i estils interpretatius.
Dels pocs rabecs que subsisteixen de l'edat mitjana, n'hi ha un en la forma típica de la lira que va ser descobert en unes excavacions a Nóvgorod i que prové d'una casa que va ser incendiada l'any 1368; aquest, juntament amb fragments d'un altre instrument semblant es troben a l'Institut d'Arqueologia de l'Acadèmia Russa de Ciències, a Moscou. Altres instruments del tipus rabec es conserven en museus però o bé són imitacions posteriors o bé falsificacions, o bé instruments folklòrics.

## Història
Des de ben aviat, els instruments d'arc van adquirir una posició jeràrquicament tan important a Europa que els artistes del romànic van considerar que no hi havia cap inconvenient en què fossin aquests els instruments que toquessin els Vells de l'Apocalipsi o els ministrers del rei David, o fins i tot el mateix rei David, tal com apareix a la portada de la Platerías de la catedral de Santiago de Compostel·la. Durant l'Edat Mitjana o el Renaixement el rabec va ser considerat com un instrument propi dels ministrers professionals els quals, vestits amb una lliurea especial, el tocaven a les corts reials, o bé al servei de les ciutats o d'una casa nobiliària. Tal és el cas del sonador de rabec esculpit a l'anomenat 'Pilar dels ministrers' de l'església de Santa Maria, Beverley, Yorkshire, que correspon a la reconstrucció posterior a l'enfonsament de la torre el 1520.
En àmbits més rústics, el rabec era important en tota mena de festes en el pobles, tal com es pot veure esculpit, al costat d'un corn i una flauta esculpit en una finestra de l'església de Santa Maria a Lawford, Essex (segle xiv). Mentre que els instruments de vent eren més habituals al camp, el poema francès Bellefoiere descriu un rabec que sona juntament amb una cornamusa, una associació que és força freqüent. Igualment freqüents són les descripcions de rabecs tocant en tavernes mentre la gent canta o balla. A París, l'any 1628 es va prohibir que els violins toquessin a les tavernes, però en canvi es va permetre que hi toquessin els rabecs, una situació que es mantingué durant el segle xviii.
Les processons, tant religioses com profanes, sovint els incloïen. El salteri Tickhill, del segle xiv, mostra a David, sostenint el cap de Goliat envoltat de músics cantant i tocant dos rabecs, una cítola, una viola i quatre trompetes. Gentile Bellini en el seu quadre Processó de la Vera Creu a la Plaça de Sant Marc (1496) mostra dos grups de músics, un d'ells tocant trompetes, xeremies i sacabutxos, i l'altre, més a prop de la Creu, tocant un rabec, un llaüt i una arpa. De manera semblant, també apareix sovint en la iconografia anomenada 'Concerts d'àngels' és a dir, conjunts d'àngels tocant instruments i cantant al voltant de la Mare de Déu entronitzada, amb el Nen Jesús a la falda, molt habitual als segles xiv i xv. En seria un exemple l'obra de Ramon de Mur reproduïda més amunt. El misteri Les actes des apôtres representat a Bourges el 1536 va estar precedit per una desfilada per tota la ciutat; entre d'altres, incloïa una representació del cel en la qual hi havia dos àngels cantant himnes i càntics acompanyats per flautes, arpes, llaüts, rabecs i violes d'arc passejant pel Paradís. Un quadre (1615) d'Alsloot que mostra una carrossa en una processó per Brussel·les mostra les muses tocant l'arpa, el llaüt, la viola, el rabec (o potser una pochette?), la flauta, un violí baix, el triangle, i la pandereta, mentre Apol·lo toca l'arpa.
L'ús de rabecs en festes, danses i entreteniments de la noblesa està àmpliament documentat. Johannes de Garlandia cita la giga entre altres instruments que es troben sovint en les cases dels parisencs rics en el segle xiii. Eduard I d'Anglaterra tenia, entre els seus ministrers quatre 'gigatores' que van prendre part a les celebracions que es feren a Westminster l'any 1306. El poeta francès Eustache Deschamps escrivia que a les corts reials tothom vol tocar la trompeta, la guiterna i el rabec. Els rabecs també tenien un lloc preeminent en la música que es feia a la cort d'Enric VIII d'Anglaterra. També apareix en el recompte d'instruments que sonen al casament (Florència, 1539) de Cosme I, duc de Florència i Eleonor de Toledo. Quan a l'agost de 1561, la reina Maria I d'Escòcia retornà a Edimburg i volia dormir, 'cinc o sis-cents canalles de la ciutat li van fer una serenata amb els seus maleïts violins i petits rabecs, tan abundants en aquest país, i van començar a cantar salm, tan malament i de manera tan desafinada com es pugui imaginar' (Brantôme; veure Boyden, 1965, p. 59).

## Repertori
El rabec neix en uns moments en què quasi mai la música no era escrita per a un instrument en concret, sinó que es tocava en qualsevol ocasió i mitjà en què pogués anar bé i, tot i que va sobreviure fins a l'època del Barroc, moment en què d'una manera més clara cada música és pensada per a un instrument concret, no ho va fer en els àmbits de la música culta. A part d'això, les fonts testimonien que era emprat per a la música de ball i per acompanyar cançons. A partir del segle xvi hi ha molta música que especifica que és per a rabecs de diferents mides. Gerle va deixar diverses peces basades en cançons alemanyes per a un conjunt de 'kleynen Geigleyn'. Els canti carnascialeschi (cants de carnestoltes) de Florència incloïa el Canto di lanzi sonatori di rubechine; s'hi descriuen mercenaris alemanys a Florència tocant petits 'rubechine' que s'aguantaven sobre el braç, es podien tocar mentre es ballava, i donaven un so divinament dolç, a més dels 'rubechaze' que es tocaven sobre els genolls i que, per tant, eren massa grossos per a tocar-los i ballar tot alhora. Així mateix, també està testimoniada la presència de rabecs en conjunts heterogenis (broken consorts). D'altra banda, el repertori del rabec depenia en gran manera del timbre de cada instrument en concret i com que les formes no estaven estandarditzades, hi podia haver grans diferències de timbres entre instruments.